# 大沢基恒
大沢 基恒 （おおさわ もとつね）は、江戸時代前期の高家旗本。通称は七助。官位は従四位上・左近衛権少将、右京大夫。

## 生涯
伊勢国津藩2代藩主・藤堂高次の四男として誕生した。高家旗本・大沢基将の養子となる。
寛文7年（1667年）10月23日、4代将軍・徳川家綱に御目見し、寛文11年（1671年）12月23日より奥高家に列した。翌寛文12年（1672年）12月28日従四位下・侍従・右京大夫に叙任された。延宝6年（1678年）7月20日、養父・基将が死去したため、その跡を継いで12月6日大沢家の遠江国敷知郡2550石の所領を相続した。21日には父の遺品二字国俊の刀を献上している。
延宝7年（1679年）3月7日に霊元天皇痘瘡御回復の幕府の慶賀使として始めて京都に派遣、天皇に謁見した。また延宝8年（1680年）7月9日に徳川綱吉の将軍就任に備えた官位転任の交渉のため上洛して参内している。この時に大沢自身にも従四位上が下賜された。天和2年（1682年）12月、五宮（のちの東山天皇）への親王宣下の際にも幕府の使者として京都へ派遣された。高家として幕府に仕え、天和3年（1683年）3月7日には、吉良義央・畠山義里と共に最初の高家肝入に就任した。貞享4年（1687年）4月7日、東山天皇即位に際し幕府の慶賀奏上使者の副使として、正使松平正容と共に京都へ派遣された。この際の5月25日、左近衛権少将となっている。
元禄7年（1694年）4月、5代将軍・綱吉とその生母桂昌院が本庄因幡守宗資邸へ「将軍お成り」した際、大沢も本庄邸へ随行している。
元禄10年（1697年）閏2月29日、死去。享年42。家督は養子・基隆（大沢基明の子）が継いだ。